# The Night That Will Not Die
The Night That Will Not Die – koncertowy album brytyjskiej heavymetalowej grupy Blaze Bayley, zarejestrowany na koncercie w szwajcarskim klubie Z7 13 listopada 2008 roku. Album wydano 9 czerwca 2009 roku za pośrednictwem wytwórni Blaze Bayley Recordings.

## Lista utworów
* utwory nagrane z poprzednią kapelą o nazwie BLAZE
** utwory nagrane z Iron Maiden (płyty The X Factor i Virtual XI)

### CD1
1. The Man Who Would Not Die [06:04]
2. Blackmailer [04:32]
3. Smile Back At Death [08:29]
4. Alive* [04:06]
5. Identity* [04:39]
6. Kill & Destroy* [06:32]
7. Ghost In The Machine* [03:57]
8. Ten Seconds* [05:01]
9. Futureal** [02:43]
10. The Launch* [03:00]
11. Lord Of The Flies** [05:52]
12. Leap Of Faith* [04:30]

### CD2
1. Edge Of Darkness** [06:02]
2. Crack In The System [06:16]
3. Voices From The Past [06:56]
4. Stare At The Sun* [06:55]
5. Born As A Stranger* [05:01]
6. Man On The Edge** [05:07]
7. While You Were Gone [05:42]
8. Samurai [08:12]
9. Robot [03:45]

## Muzycy
- Blaze Bayley - wokal
- Nicolas Bermudez - gitara
- Jay Walsh - gitara
- David Bermudez - gitara basowa
- Larry Paterson - perkusja